# Macrothamnium javense
Macrothamnium javense är en bladmossart som beskrevs av Fleischer 1905. Macrothamnium javense ingår i släktet Macrothamnium och familjen Hylocomiaceae. Inga underarter finns listade i Catalogue of Life.